# 유준영
유준영(1990년 2월 17일 ~ )은 대한민국의 축구 선수이며 포지션은 미드필더이다.

## 축구인 경력

### 선수 경력
2013 K리그 드래프트를 통해 K리그 챌린지 부천 FC에 입단하였다.
2015년 7월 24일, 경남 FC의 최성민과의 맞임대를 발표하였다.